# 峰健一
峰 健一（みね けんいち、1981年5月20日 - ）は、日本の男性声優。ラクーンドッグ所属。大阪府出身。

## 略歴
プロ・フィット声優養成所卒業。2022年4月1日付で所属するプロ・フィットが同年3月末を以てマネジメント事業を終了したことに伴い、ラクーンドッグへ移籍。

## 人物
方言は関西弁。
趣味はJ-POP鑑賞、歌、睡眠。特技は物持ちが良いこと、パソコン。

## 出演

### テレビアニメ
2004年
- 砂ぼうず（住人）

2005年
- AIR（山賊達）
- GIRLSブラボー second season（大きなお兄さんC）
- ふしぎ星の☆ふたご姫（ベアベア、パール父、ミシェル、客）

2006年
- あさっての方向。（職員）
- N・H・Kにようこそ!（客）
- バーテンダー（客A、タクシー運転手）
- ふしぎ星の☆ふたご姫 Gyu!（村人）

2007年
- がくえんゆーとぴあ まなびストレート!（サラリーマン）
- School Days（化学教師、実行委員長）

2008年
- のらみみ（チョコハット）- 2シリーズ

2009年
- エグザムライ戦国（町人）
- WHITE ALBUM（ぴーくん〈はっぴーず〉）

2010年
- おおかみかくし（穏健派）

2011年
- ペルソナ4

2012年
- アクセル・ワールド（客A）
- Another（川堀健蔵）
- 韋駄天翔（男C）
- 妖狐×僕SS（男性教師）
- ガールズ&パンツァー

2013年
- 世界でいちばん強くなりたい!（社員）

2014年
- 信長協奏曲

2015年
- 聖剣使いの禁呪詠唱（漁民）

2016年
- 初恋モンスター（スタッフ、守衛）
- TRICKSTER -江戸川乱歩「少年探偵団」より-（2016年 - 2017年、赤石透、吉備茂彦、大杉健）

2017年
- AKIBA'S TRIP -THE ANIMATION-（水島上等兵、おじさんA、プロゲーマーA、アナウンサー）
- 恋愛暴君（ケイト）

2018年
- ラーメン大好き小泉さん（教師）

2019年
- ダンベル何キロ持てる?（地元民）
- 魔王様、リトライ!（マージ）
- 厨病激発ボーイ（怪人）

2021年
- プレイタの傷（ダスク）
- 指先から本気の熱情2-恋人は消防士-（男性役員A）

2022年
- 盾の勇者の成り上がり（魂人）
- うちの師匠はしっぽがない（おじさん、おじさん2、ヤクザ3、客2、男C 他）
- チェンソーマン（ゾンビ達）
- 農民関連のスキルばっか上げてたら何故か強くなった。（魔獣）

2023年
- ひろがるスカイ!プリキュア（2023年 - 2024年、兵士、パッパーくん、街の人）
- 異世界でチート能力を手にした俺は、現実世界をも無双する〜レベルアップは人生を変えた〜
- 魔法少女マジカルデストロイヤーズ（オールドモブオタ）
- 聖女の魔力は万能です（魔導士）

2024年
- 魔王学院の不適合者 II 〜史上最強の魔王の始祖、転生して子孫たちの学校へ通う〜（八歌賢人）

2025年
- 勘違いの工房主〜英雄パーティの元雑用係が、実は戦闘以外がSSSランクだったというよくある話〜（伝令）
- ダンダダン（商工会の男A）
- カラオケ行こ!（面長）

### 劇場アニメ
2007年
- 劇場版 NARUTO -ナルト- 疾風伝（地下宮殿警備兵）
- 超劇場版ケロロ軍曹2 深海のプリンセスであります!（船員）

2013年
- 龍 -RYO-（おやじ）

2015年
- ガールズ&パンツァー 劇場版（民宿の主人）

2018年
- 劇場版 SERVAMP-サーヴァンプ- -Alice in the Garden-（有栖院御影）

2025年
- 劇場版 鬼滅の刃 無限城編 第一章 猗窩座再来

### OVA
- スーパーストリートファイターIV（2010年、客）※Xbox 360版限定特典アニメ
- てーきゅう（2017年、先生） - 『第8期』裏面

### Webアニメ
- 世界の終わりに柴犬と（2022年、バッタ、父親[8]、宇宙人、サンタ、シェパード 他）

### ゲーム
2006年
- ファイナルファンタジーXII

2009年
- セイクリッドブレイズ（ミイラ戦士）

2013年
- 三国志パズル大戦（盧植、張梁、程普 他）

2016年
- 少女とドラゴン -幻獣契約クリプトラクト-（レイヴン、ヤブ、ルアース）

2017年
- Guns of Soul（マラック）
- あやかし百鬼夜行〜極〜（鬼婆）

2018年
- 百花標人伝アスカ（荒野の鉄、慈恩、シン）

2019年
- ブラウンダスト（アガロン、Dr.ロジック）
- Guns of Soul2（ライナー、アーネスト）
- ブラッドステインド:リチュアル・オブ・ザ・ナイト（ハリー・ベンソン、ヴァレファール）
- 獅子の如く 〜戦国覇王戦記〜（本多正信）
- イースIX -Monstrum NOX-（モルビアン）

2020年
- 天地の如く 〜激乱の三国志〜（曹仁）

2023年
- イースX -NORDICS-（ウルヴァル、コーエン）

2025年
- アサシン クリード シャドウズ

### ドラマCD
- いつか天魔の黒ウサギ〜900秒の放課後〜（外人）
- 戀々 第二幕 現鑑〜いまかがみ〜 四ノ巻
- 胡鶴捕物帳 第弐巻（安藤昌秋）
- GP学園情報処理部（使用人）
- 少年陰陽師（役人）
- FLESH&BLOOD（ジョン、マーシー）
- マスケティア・ルージュ 第1巻 深紅の銃士（ベルムード）
- unity-chan! ゲームセンターの決斗！（E研B[21]）
- 理解できない彼との事
- 烈風の騎士姫（衛士隊員[22]）

### 吹き替え
- 埋もれる殺意 〜6年の封印〜
- 白蛇: 縁起（蛇狩りの男[23]）
- ハンド・オブ・ゴッド
- プリーチャー（ドブラン〈アナトール・ユセフ〉[24]）

### その他コンテンツ
- 人形劇 Thunderbolt Fantasy 東離劍遊紀4（2024年、阿毘那）

### シリーズ一覧
1. ↑  第1期（2008年）、第2期（2008年）

### 初出話一覧
1. 1 2  第48話初出
2. 1 2  第1話初出
3. 1 2  第2話初出
4. ↑  第4話初出
5. ↑  第8話初出
6. ↑  第21話初出
7. ↑  第5話初出
8. ↑  第13話初出